# サンボウ
サンボウ（Sun Beau、1925年 - 1944年）は、アメリカ合衆国で生産・調教された競走馬、および種牡馬である。若年時代は成績が振るわなかったが、のちにホーソーンゴールドカップ3連覇などで当時の獲得賞金記録を更新した。

## 経歴
デビューは1927年。その年は4戦して1勝、翌年もプリークネスステークスでは5着、ケンタッキーダービーでは11着と、3歳の春ごろまではまったくよいところを見せられなかった。
しかし、1928年の秋ごろからサンボウは突如として本格化した。そのシーズン後半だけでポトマックハンデキャップなどのステークス競走を含む8勝を挙げる活躍劇を繰り広げ、翌年もアケダクトハンデキャップやワシントンハンデキャップなどを含む14戦6勝の成績を残し、これによって1929年の北米年度代表馬に選出された。
サンボウはその後2年間競走を続け、5歳時・6歳時にはそれぞれ9勝する堅実な成績を収めた。その間にもアーリントンハンデキャップなど多くのステークス競走に優勝しているが、その中でもとくにホーソーンゴールドカップは4歳から6歳までの間に3連覇を達成しており、この記録はその後も未だ破られていない。
そしてサンボウは1931年をもって引退した。1931年まで年度代表馬の座も独占し続け、エクスターミネーター以来となる3年連続の年度代表馬に選ばれている。引退までに稼ぎ出した賞金はそれまでの賞金王ギャラントフォックスの記録を破る376,744ドルで、これはその後シービスケットに破られるまで9年間保持されていた。
引退後は種牡馬として期待されたが、亡くなるまでに出したステークス勝ち馬は6頭のみで、期待に反して成功できなかった。1943年に死亡した。

## 評価

### おもな勝鞍
1927年（2歳） 4戦1勝
1928年（3歳） 23戦8勝
ポトマックハンデキャップ、メリーランドハンデキャップ、ラトニアチャンピオンシップ、ターフウェイパークフォールチャンピオンシップ
1929年（4歳） 14戦6勝
ハバードグラースハンデキャップ、ホーソーンゴールドカップ、ワシントンハンデキャップ、アケダクトハンデキャップ
1930年（5歳） 19戦9勝
ホーソーンゴールドカップ（連覇）、ワシントンハンデキャップ（連覇）、トロントオータムカップ
1931年（6歳） 14戦9勝
ホーソーンゴールドカップ（3連覇）、フィラデルフィアハンデキャップ、アーリントンハンデキャップ

### 年度代表馬
- 1929年 - 全米年度代表馬
- 1930年 - 全米年度代表馬
- 1931年 - 全米年度代表馬

### 表彰
- 1996年 - アメリカ競馬名誉の殿堂博物館に殿堂馬として選定される。
- 1999年 - ブラッド・ホース誌の選ぶ20世紀のアメリカ名馬100選において、第93位に選出される。
- ホーソーン競馬場には、同馬の名を冠した「サンボウステークス」が創設されている。

## エピソード
- サンボウは担当調教師が引退するまでにたびたび交代しており、5年間の競走生活中に同馬の調教を担当した人物は8人もいた。

## 血統表
| サンボウの血統（サンドリッジ系（キングファーガス系） / Sierra(Sainfoin) 3x4=18.75%、 St. Simon 4x5=9.38%、 Bend Or 4x5=9.38%） | サンボウの血統（サンドリッジ系（キングファーガス系） / Sierra(Sainfoin) 3x4=18.75%、 St. Simon 4x5=9.38%、 Bend Or 4x5=9.38%） | サンボウの血統（サンドリッジ系（キングファーガス系） / Sierra(Sainfoin) 3x4=18.75%、 St. Simon 4x5=9.38%、 Bend Or 4x5=9.38%） | （血統表の出典）       | （血統表の出典） |
| 父 Sun Briar 1915 鹿毛 フランス                                                                                                | 父の父Sundridge 1898 栗毛 イギリス                                                                                             | Amphion | Rosebery               | Rosebery         |
| 父 Sun Briar 1915 鹿毛 フランス                                                                                                | 父の父Sundridge 1898 栗毛 イギリス                                                                                             | Amphion | Suicide                |                  |
| 父 Sun Briar 1915 鹿毛 フランス                                                                                                | 父の父Sundridge 1898 栗毛 イギリス                                                                                             | Sierra | Springfield            | Springfield      |
| 父 Sun Briar 1915 鹿毛 フランス                                                                                                | 父の父Sundridge 1898 栗毛 イギリス                                                                                             | Sierra | Sanda                  |                  |
| 父 Sun Briar 1915 鹿毛 フランス                                                                                                | 父の母Sweet Briar 1908 鹿毛 フランス                                                                                           | St. Frusquin | St. Simon              | St. Simon        |
| 父 Sun Briar 1915 鹿毛 フランス                                                                                                | 父の母Sweet Briar 1908 鹿毛 フランス                                                                                           | St. Frusquin | Isabel                 |                  |
| 父 Sun Briar 1915 鹿毛 フランス                                                                                                | 父の母Sweet Briar 1908 鹿毛 フランス                                                                                           | Presentation | Orion                  | Orion            |
| 父 Sun Briar 1915 鹿毛 フランス                                                                                                | 父の母Sweet Briar 1908 鹿毛 フランス                                                                                           | Presentation | Dubia                  |                  |
| 母 Beautiful Lady 1916 栗毛 アメリカ                                                                                           | 母の父Fair Play 1905 栗毛 アメリカ                                                                                             | Hastings | Spendthrift            | Spendthrift      |
| 母 Beautiful Lady 1916 栗毛 アメリカ                                                                                           | 母の父Fair Play 1905 栗毛 アメリカ                                                                                             | Hastings | Cinderella             |                  |
| 母 Beautiful Lady 1916 栗毛 アメリカ                                                                                           | 母の父Fair Play 1905 栗毛 アメリカ                                                                                             | Fairy Gold | Bend Or                | Bend Or          |
| 母 Beautiful Lady 1916 栗毛 アメリカ                                                                                           | 母の父Fair Play 1905 栗毛 アメリカ                                                                                             | Fairy Gold | Dame Masham            |                  |
| 母 Beautiful Lady 1916 栗毛 アメリカ                                                                                           | 母の母Mileage 1909 アメリカ | Rock Sand | Sainfoin               | Sainfoin         |
| 母 Beautiful Lady 1916 栗毛 アメリカ                                                                                           | 母の母Mileage 1909 アメリカ | Rock Sand | Roquebrune             |                  |
| 母 Beautiful Lady 1916 栗毛 アメリカ                                                                                           | 母の母Mileage 1909 アメリカ | Lady Madge | Rayon Dor              | Rayon Dor        |
| 母 Beautiful Lady 1916 栗毛 アメリカ                                                                                           | 母の母Mileage 1909 アメリカ | Lady Madge | Lady Margaret F-No.4-r |                  |